# Gare de Labenne
Gare de Labenne – stacja kolejowa w Labenne, w departamencie Landy, w regionie Nowa Akwitania, we Francji.
Jest stacją Société nationale des chemins de fer français (SNCF), obsługiwaną przez pociągi TER Aquitaine.